# 西菲盖罗波利斯
西菲盖罗波利斯是巴西马托格罗索州的一个市镇。总面积890.949平方公里，总人口3633人，人口密度4.1人/平方公里。